# 林李成
林李成（1854年—1899年），字笑溪，臺灣三貂堡遠望坑（今新北市貢寮區）人，臺灣日治時期抗日人物。

## 生平
林李成年少時受學於舉人連日春、貢生莊逸書，於光緒十二年（1886年）取進台北府學秀才，後從汀州人王書香之手學習醫理、堪輿、術數。當時沿海地區常爆發戰爭，其也鑽研武術及西洋槍砲用法。
1895年清帝國割讓福建台灣省，同年五月乙未戰爭爆發，日軍佔據台北。十一月，林李成與胡嘉猷、簡大獅、陳秋菊、詹振等人圍攻台北城，其擔任先鋒，曾數度攻克景福門與麗正門，但不捷而退。戰役過後，林李成等人持續狙擊日軍、毀壞派出所及村莊。
1896年三月，林李成再度會合詹振、陳捷陞等人，襲擊日軍位於松山的憲兵屯所，同年六月與詹振號召500人與日軍於南港對戰，在檄文中列出日本的10項「大罪」。當時台灣總督府為斷絕抗日人士的火藥及糧草，實施清鄉，林李成便與許紹文、林維新等人勤跑廈門，秘密運送軍火。
1899年，林李成自廈門返回台灣，時任台灣總督兒玉源太郎企圖以名利勸其投降，林李成卻始終不為所動，後遷居文山堡山區。日軍在之後獲知林李成住處，因此前往逮捕，林李成躲入山中，其子林阿祥中彈而死，林李成亦用刀自刎而亡，享年46歲。